# Wimbi Dira Airways
Wimbi Dira Airways was een Congolese luchtvaartmaatschappij met haar thuisbasis in Lubumbashi.

## Geschiedenis
Wimbi Dira Airways werd opgericht in 2003 door Joseph Kabilla Jr. president van Congo en Charles de Schrijver. In 2014 werden alle activiteiten gestaakt.

## Diensten
Wimbi Dira Airways voerde in april 2007 lijnvluchten uit naar:
Binnenland:
- Gbadolite, Gemena, Goma, Isiro, Kalemie, Kananga, Kinshasa,Kisangani, Kindu, Lubumbashi, Mbandaka, Mbuji Mayi.

Buitenland:
- Johannesburg.

## Vloot
De vloot van Wimbi Dira Airways bestond uit 2 Douglas DC-9-30.